# Definicja (programowanie)
Definicja w programowaniu komputerów, to definicja określonego elementu (obiektu) programu zawarta w kodzie źródłowym. Tworzy ona określony element (obiekt) kodu, taki jak np.: stała, zmienna, podprogram, klasa itp. Definicja często występuje łącznie z deklaracją i stanowi z nią jedną konstrukcję programistyczną. Literatura przedmiotu stosuje w tym przypadku pojęcie deklaracji. Czasem zachodzi jednak potrzeba oddzielenia deklaracji od definicji.

## Elementy polegające definiowaniu
Definiowaniu w językach programowania podlegać mogą między innymi:
- zmienne, stałe, typy, klasy
- moduły (biblioteki, pakiety, itp.)
- podprogramy, metody
- parametry podprogramów
- inne elementy, specyficzne dla konkretnego języka programowania lub jego konkretnej implementacji.

## Przykłady definicji oddzielonych od deklaracji

### Zmienne
Generalnie typowym rozwiązaniem dla zmiennych statycznych stosowanym w językach programowania jest deklaracja zmiennej, która stanowi równocześnie jej definicję. Potrzeba oddzielnej definicji i jej deklaracji wiąże się między innymi z podziałem kodu źródłowego na moduły. Jeżeli w określonym module ma zostać użyta zmienna publiczna z innego modułu to w tym module występować może (jeżeli język tego wymaga, np. dla modułów kompilowanych niezależnie) deklaracja tej zmiennej (np. z atrybutem external), a definicja zmiennej znajduje się w tym innym module.

### Podprogramy
Stosowanie definicji podprogramu i oddzielnej deklaracji w zasadzie wymagane jest jak dla zmiennych przy podziale podprogramów na moduły. Przykładowo w języku C powszechnie stosuje się pliki nagłówkowe włączane do danego modułu, zawierają deklaracje potrzebnych podprogramów i innych elementów, natomiast ich definicje realizowane są niezależnie. Takie postępowanie w pewnych językach jest także wymagana dla podprogramów użytych przed ich zdefiniowaniem w ramach jednego modułu. Tak jest np. w języku Pascal, w którym musi wystąpić deklaracja zapowiadająca z użyciem frazy forward występującym po nagłówku podprogramu, w przypadku gdy definicja podprogramu znajduje się dalej.
```
procedure
 
pr1
(
parametry
)
;
 
forward
;
 
{ deklaracja podprogramu pr1 }

procedure
 
pr2
;
 
{ definicja podprogramu pr2 – początek, jej nagłówek jest równocześnie deklaracją tego podprogramu }

begin

  
pr1

end
;
 
{ definicja podprogramu pr2 – koniec}

procedure
 
pr1
(
parametry
)
;
 
{ definicja podprogramu pr1 – początek }

begin

  
{ kod procedury }

end
;
 
{ definicja podprogramu pr1 – koniec}

```

### Metody
W pewnych obiektowych językach programowania przyjęto składnię, w której definicja klasy zawiera jedynie deklarację metod w niej zawartych. Sama definicja tych metod zostaje natomiast umieszczonej odrębnie. Wskazanie do której klasy przynależy dana definicja metody, realizowane jest za pomocą selekcji umieszczonej w nagłówku definicji podprogramu. Przykład w języku C++:
```
class
 
Pr
{

public
 
:

  
void
 
proc
();
 
/* deklaracja metody proc w klasie Pr */

  
int
 
func
(
int
 
x
);
 
/* deklaracja metody func w klasie Pr */

};

void
 
Pr::proc
()
 
/* definicja metody proc dla klasy Pr – początek */

 
{

   
/* treść metody proc */

 
}
 
/* definicja metody proc dla klasy Pr – koniec */

int
 
Pr::func
(
int
 
x
)
 
/* definicja metody func dla klasy Pr – początek */

 
{

   
/* treść metody func */

 
}
  
/* definicja metody func dla klasy Pr – koniec */

```

### Parametry
Najczęściej deklaracja i definicja parametrów podprogramu zawarta jest w jednym miejscu w nagłówku podprogramu. Jednak w pewnych językach stosowano rozwiązania, które obecnie stanowią zaszłości, polegające na tym, że w nagłówku podprogramu znajdowała się sama deklaracja parametru, a dopiero za nim jego definicja. Taka konstrukcja istniała w pierwszych wersjach języka C, w którym definicja parametrów umieszczana była za prototypem funkcji.
```
int
 
func
(
a
,
b
)
 
/* deklaracja parametrów w nagłówku podprogramu */

  
int
 
a
,
b
;
 
/* definicja parametrów */

 
{

    
/* treść funkcji */

 
}

```